# Prioniaceae
Prioniaceae é um nome botânico de uma família de plantas monocotiledôneas. A família com este nome é recente e muito raramente é reconhecido pelos sistemas de sistemática vegetal.
É reconhecida pelo sistema APG (1998), mas não pelo sistema APG II (2003), que distribui as plantas na família Thurniaceae.
Quando aceite, é uma família muito pequena, encontrada na África austral.
O sistema de Cronquist (1981) não reconhece a família.